# LZ 128
Lo zeppelin LZ 128 doveva essere il successore dell'aeronave LZ 127 Graf Zeppelin, per il servizio di linea transatlantico, ma non fu mai realizzato.
L'intera costruzione dell'LZ 128 doveva essere condotta sul modello di quella, ottimamente riuscita, dell'LZ 127 Graf Zeppelin. Questo dirigibile avrebbe dovuto essere lungo 232 m, con un volume di gas di 150 000 m³. Il progetto prevedeva la capacità di ospitare da 30 a 34 passeggeri.
Il progetto fu accantonato dopo la sciagura del dirigibile britannico R101, dove la maggior parte delle vittime non fu da addebitarsi all'impatto al suolo, bensì al successivo incendio dell'idrogeno.
Questo avvenimento aprì gli occhi ai progettisti della Luftschiffbau Zeppelin GmbH sui pericoli dell'utilizzo dell'idrogeno. Fu quindi deciso di accantonare il progetto dell'LZ 128, e di passare direttamente al progetto dell'LZ 129. Quest'ultimo, oltre a essere significativamente più grande del precedente, avrebbe dovuto essere riempito con l'elio, un gas nobile ininfiammabile. Questo però non fu possibile, perché l'elio, all'epoca, era disponibile solo negli USA e in quantità limitate; l'LZ 129 Hindenburg fu perciò riempito con l'idrogeno, che ebbe una parte rilevante nell'incidente del 1937.